# Österträsket
Österträsket är en sjö i Lycksele kommun i Lappland och ingår i Öreälvens huvudavrinningsområde.